# Jan Cap
Jan Cap (1931 – 17 mei 2018) was een Belgisch arbeider en syndicalist. Hij werkte van de jaren 1950 tot 80 op de Boelwerf in Temse, waar hij vanaf 1967 hoofddelegee voor het ACV was. Cap groeide uit tot een van de weinige Belgische arbeidersleiders. Hij leidde onder andere een 5 maanden durende staking tegen de afdanking van 128 arbeiders in 1981. De syndicale delegatie op de Boelwerf, met behalve Cap ook Karel Heirbaut (ACV) en José De Staelen (ABVV), werd een voorbeeld voor strijdsyndicalisme in België. In 1982 zette het ACV Cap uit zijn functie en in 1986 werd hij met honderden collega's op brugpensioen gestuurd. In 1985 sloot Cap zich aan bij de Partij van de Arbeid (PVDA). In 1987 verscheen de biografie In naam van mijn klasse, neergeschreven door Jan Vandeputte en Imelda Haesendonck, over Caps syndicale werk en ideeën.